# Collenettema
Collenettema este un gen de molii din familia Lymantriinae.